# My Husband Got a Family
My Husband Got a Family (hangul: 넝쿨째 굴러온 당신) é uma série de televisão sul-coreana de 2012 estrelada por Kim Nam-joo, Yoo Jun-sang e Youn Yuh-jung. Foi ao ar na KBS2 de 25 de fevereiro a 9 de setembro de 2012, aos sábados e domingos às 19h55, totalizando 58 episódios.
Essa série de drama familiar gira em torno de uma mulher trabalhadora chamada Cha Yoon-hee (interpretada por Kim Nam-joo) e de seu marido, que, em um certo dia, encontra seus pais biológicos. Yoon-hee enfrenta o fardo inesperado de ter que construir um relacionamento com seus novos sogros.
Durante seus mais de cinco meses de exibição, ela liderou as tabelas semanais de audiência por 25 semanas consecutivas e atingiu um pico de 45,8% (TNmS) e 52,3% (AGB Nielsen). A série ficou em primeiro lugar na tabela anual de audiência de TV de 2012.

## Sinopse
Cha Yoon-hee (Kim Nam-joo) é um produtora/diretora de drama para TV de sucesso que se casa com um médico órfão (Yoo Jun-sang), e, assim, passa a viver o tão almejado sonho de carreira de uma mulher: um marido bem-sucedido sem sogros. Sua felicidade chega ao fim quando seu marido encontra seus pais biológicos e eles são, nada menos, que seus vizinhos com quem ela briga diariamente, e apresentam não uma, mas três cunhadas, e o conjunto habitual de tias e avós. Yoon-hee percebe que se casou e adquiriu mais do que esperava. Mais uma vez, futuras intrigas estão a florescer entre a nora e a sogra (Youn Yuh-jung).

## Elenco
- Kim Nam-joo como Cha Yoon-hee

Esposa de Terry Kang; Irmã mais nova de Se-joong e irmã mais velha de Se-kwang
- Yoo Jun-sang como Terry Kang / Bang Gwi-nam

Marido de Yoon-hee; Irmão mais novo de Il-sook e irmão mais velho de Yi-sook e Mal-sook

### Família de Cha Yoon-hee
- Kim Young-ran como Han Man-hee

A mãe de Se-joong, Yoon-hee e Se-kwang; Sogra de Ji-young e Terry Kang
- Kim Yong-hee como Cha Se-joong

Irmão mais velho de Yoon-hee e Se-kwang
- Jin Kyung como Min Ji-young

Esposa de Se-joong
- Kang Min-hyuk como Cha Se-kwang[14]

Irmão mais novo de Se-joong e Yoon-hee 

### Casa de Bang Chang-soo
- Kang Boo-ja como Jeon Mak-rye

A avó de Il-sook, Gwi-nam, Yi-sook e Mal-sook; mãe de Jang-soo, Jung-hoon e Jung-bae; sogra de Chung-ae, Yang-shil e Go Ok
- Jang Yong como Bang Jang-soo

Marido de Chung-ae; pai de Il-sook, Gwi-nam, Yi-sook e Mal-sook
- Youn Yuh-jung como Uhm Chung-ae

Esposa de Jang-soo; mãe de Il-sook, Gwi-nam, Yi-sook, e Mal-sook
- Yang Jung-a como Bang Il-sook

A irmã mais velha de Gwi-nam, Yi-sook e Mal-sook; ex-esposa de Nam Nam-goo; mãe de Nam Min-ji
- Jo Yoon-hee como Bang Yi-sook[15]

A irmã mais nova de Il-sook e Gwi-nam; irmã mais velha de Mal-sook
- Oh Yeon-seo como Bang Mal-sook[16][17]

A irmã mais nova de Il-sook, Gwi-nam e Yi-sook
- Jeon Hwi-heon como Nam Min-ji

A filha de Il-sook e Nam-goo; sobrinha de Gwi-nam, Yi-sook e Mal-sook 

### Família de Bang Jung-hoon
- Song Geum-shik como Bang Jung-hoon

Marido de Yang-shil; tio novo de Il-sook, Gwi-nam, Yi-sook e Mal-sook
- Na Young-hee como Jang Yang-shil

Esposa de Jung-hoon; esposa do tio de Il-sook, Gwi-nam, Yi-sook e Mal-sook 

### Família de Bang Jung-bae
- Kim Sang-ho como Bang Jung-bae

Marido de Go-ok; o tio mais novo de Il-sook, Gwi-nam, Yi-sook e Mal-sook; pai de Jang-goon
- Shim Yi-young como Go-ok

Esposa de Jung-bae; esposa do tio de Il-sook, Gwi-nam, Yi-sook e Mal-sook; mãe de Jang-goon
- Kwak Dong-yeon como Bang Jang-goon

O filho de Jung-bae e Go-ok; o primo de Il-sook, Gwi-nam, Yi-sook e Mal-sook 

### A Irmã de Chung-ae
- Yu Ji-in como Uhm Bo-ae

A irmã mais nova de Chung-ae; irmã mais velha de Soon-ae; tia de Il-sook, Gwi-nam, Yi-sook e Mal-sook
- Yang Hee-kyung como Uhm Soon-ae

A irmã mais nova de Chung-ae e Bo-ae; tia de Il-sook, Gwi-nam, Yi-sook e Mal-sook 

### Estendido
- Lee Hee-joon como Chun Jae-yong

Um antigo aluno de Yoon-hee; Presidente do restaurante
- Kim Won-jun como Yoon Bin

Um ex-idol
- Park Soo-jin como Song Soo-jin

Médica do hospital de Gwi Nam e amiga de infância dos EUA
- Kim Hyung-bum como Nam Nam-goo

Ex-marido de Il-sook; pai de Min-ji
- Kang Dong-ho como Han Kyu-hyun

O primeiro amor de Yi-sook
- Lim Geu-rin como Desconhecido

Funcionário da padaria
- Kim Hyung-jin como Tae-young

Funcionário do restaurante
- Geun Ho-seok como Yoo Beom

Amigo de Se-kwang
- Lee Ga-ryeong como colega de Yoo Shin-hye

### Paricipações especiais
- Park Min-jung como Seo Yoo-rim

Atriz atuando na drama que Yoon-hee está produzindo
- Go Do-young como colega de trabalho novato de Yoon-hee
- Go Seo-hee como roteirista escrevendo o drama que Yoon-hee está produzindo
- Jung Chang-sung como secretário-chefe
- Lee Chae-min como cliente
- Lee Jae-yong como pai de Jae-yong
- Kil Yong-woo como o pai adotivo de Gwi-nam
- Kim Chang-sook como mãe adotiva de Gwi-nam
- Kwak Min-suk como Diretor de Produção Ji
- Lee Do-hyun como Ji-hwan
- Hwang Dong-joo como Gwi-nam falso
- Yoo In-young como Yoo Shin-hye
- Choi Yoon-so como Kang Hye-soo
- Kim Seung-woo como um homem estudando para os exames da ordem (ep 5–6)[18]
- Kim Jang-hoon como sunbae de Yoon Bin (ep 16)
- Hong Eun-hee como atriz difícil (ep 18)
- Ji Jin-hee como um pastor (ep 19)
- Lee Soo-geun como o ex-gerente de Yoon Bin (ep 21)
- Cha Tae-hyun como Cha Tae-bong, ex-namorado de Yoon-hee (ep 26)[19]
- Sung Si-kyung como o ex-cantor Sung Si-kaeng (ep 32)[20]
- ZE:A como eles mesmos (ep 39)[21]
- Song Joon-geun como ator de drama famoso (ep 40)[21]
- Lee Hye-young como atriz de drama famosa (ep 40)[21]
- Lee Jung-shin como o homem do encontro às cegas de Mal-sook (ep 42)[22]
- Kim Jong-min como juiz de audição (ep 46)
- Shin Se-kyung como Shin Se-kyung (ep 49)[23]
- Kim Jun-hyun como Diretor de Produção de show de variedades
- Lee Jong-hak como instrutor de canto
- Yang Hee-eun como DJ de rádio
- Kim Kyung-jin como Teuk Byeol-chul
- Tak Jae-hoon como comerciante
- Jung Kyung-mi como fã da mãe de Yoon Bin
- Kim Seo-hyung como a primeira irmã de Jae-yong
- Jo Ha-rang como a segunda irmã de Jae-yong
- Lee Je-in como a irmã mais nova de Jae-yong
- Gong Hyung-jin como um homem discutindo com Yoon-hee
- Park So-hyun como DJ de rádio

## Audiência
- Na tabela abaixo, os números em azul representam a audiência mais baixa e os números em vermelho representam a audiência mais alta.

| Episódio # | Data       | Parcela média de audiência | Parcela média de audiência | Parcela média de audiência | Parcela média de audiência |
| Episódio # | Data       | TNmS Ratings               | TNmS Ratings               | AGB Nielsen                | AGB Nielsen                |
| Episódio # | Data       | Nacional                   | Seul                       | Nacional                   | Seul                       |
| ---------- | ---------- | -------------------------- | -------------------------- | -------------------------- | -------------------------- |
| 01         | 2012-02-25 | 24.5% (1º)                 | 21.9% (1º)                 | 22.3% (1º)                 | 22.3% (1º)                 |
| 02         | 2012-02-26 | 29.3% (1º)                 | 29.4% (1º)                 | 28.9% (1º)                 | 30.0% (1º)                 |
| 03         | 2012-03-03 | 26.2% (1º)                 | 26.2% (1º)                 | 25.7% (1º)                 | 26.3% (1º)                 |
| 04         | 2012-03-04 | 30.2% (1º)                 | 30.2% (1º)                 | 29.9% (1º)                 | 30.4% (1º)                 |
| 05         | 2012-03-10 | 27.2% (1º)                 | 26.7% (1º)                 | 26.9% (1º)                 | 27.0% (1º)                 |
| 06         | 2012-03-11 | 32.5% (1º)                 | 31.4% (1º)                 | 32.8% (1º)                 | 33.5% (1º)                 |
| 07         | 2012-03-17 | 30.3% (1º)                 | 31.1% (1º)                 | 27.0% (1º)                 | 26.9% (1º)                 |
| 08         | 2012-03-18 | 35.2% (1º)                 | 35.6% (1º)                 | 32.8% (1º)                 | 33.5% (1º)                 |
| 09         | 2012-03-24 | 30.5% (1º)                 | 30.2% (1º)                 | 29.1% (1º)                 | 29.7% (1º)                 |
| 10         | 2012-03-25 | 38.5% (1º)                 | 39.6% (1º)                 | 36.1% (1º)                 | 36.3% (1º)                 |
| 11         | 2012-03-31 | 33.9% (1º)                 | 33.1% (1º)                 | 30.1% (1º)                 | 30.3% (1º)                 |
| 12         | 2012-04-01 | 36.2% (1º)                 | 36.2% (1º)                 | 35.6% (1º)                 | 35.4% (1º)                 |
| 13         | 2012-04-07 | 32.2% (1º)                 | 32.6% (1º)                 | 27.8% (1º)                 | 27.6% (1º)                 |
| 14         | 2012-04-08 | 35.6% (1º)                 | 37.3% (1º)                 | 34.3% (1º)                 | 34.9% (1º)                 |
| 15         | 2012-04-14 | 30.4% (1º)                 | 30.7% (1º)                 | 27.2% (1º)                 | 27.2% (1º)                 |
| 16         | 2012-04-15 | 38.6% (1º)                 | 40.3% (1º)                 | 34.5% (1º)                 | 34.6% (1º)                 |
| 17         | 2012-04-21 | 36.3% (1º)                 | 37.8% (1º)                 | 32.4% (1º)                 | 33.2% (1º)                 |
| 18         | 2012-04-22 | 38.9% (1º)                 | 42.3% (1º)                 | 36.4% (1º)                 | 37.7% (1º)                 |
| 19         | 2012-04-28 | 32.2% (1º)                 | 33.3% (1º)                 | 30.1% (1º)                 | 31.2% (1º)                 |
| 20         | 2012-04-29 | 36.0% (1º)                 | 37.6% (1º)                 | 34.2% (1º)                 | 34.5% (1º)                 |
| 21         | 2012-05-05 | 29.0% (1º)                 | 28.2% (1º)                 | 26.0% (1º)                 | 26.7% (1º)                 |
| 22         | 2012-05-06 | 34.5% (1º)                 | 37.5% (1º)                 | 33.8% (1º)                 | 35.2% (1º)                 |
| 23         | 2012-05-12 | 29.4% (1º)                 | 32.1% (1º)                 | 29.3% (1º)                 | 30.9% (1º)                 |
| 24         | 2012-05-13 | 36.1% (1º)                 | 39.3% (1º)                 | 34.9% (1º)                 | 35.8% (1º)                 |
| 25         | 2012-05-19 | 32.0% (1º)                 | 34.7% (1º)                 | 30.6% (1º)                 | 31.7% (1º)                 |
| 26         | 2012-05-20 | 35.4% (1º)                 | 38.3% (1º)                 | 34.0% (1º)                 | 35.2% (1º)                 |
| 27         | 2012-05-26 | 29.9% (1º)                 | 31.1% (1º)                 | 27.2% (1º)                 | 28.2% (1º)                 |
| 28         | 2012-05-27 | 34.6% (1º)                 | 37.6% (1º)                 | 33.1% (1º)                 | 34.9% (1º)                 |
| 29         | 2012-06-02 | 30.9% (1º)                 | 31.5% (1º)                 | 29.6% (1º)                 | 30.1% (1º)                 |
| 30         | 2012-06-03 | 37.1% (1º)                 | 39.5% (1º)                 | 35.3% (1º)                 | 35.7% (1º)                 |
| 31         | 2012-06-09 | 32.0% (1º)                 | 34.3% (1º)                 | 29.8% (1º)                 | 30.3% (1º)                 |
| 32         | 2012-06-10 | 37.4% (1º)                 | 40.3% (1º)                 | 37.3% (1º)                 | 39.2% (1º)                 |
| 33         | 2012-06-16 | 33.6% (1º)                 | 35.2% (1º)                 | 30.2% (1º)                 | 31.7% (1º)                 |
| 34         | 2012-06-17 | 39.2% (1º)                 | 42.0% (1º)                 | 36.2% (1º)                 | 37.8% (1º)                 |
| 35         | 2012-06-23 | 35.0% (1º)                 | 36.3% (1º)                 | 31.5% (1º)                 | 32.7% (1º)                 |
| 36         | 2012-06-24 | 39.8% (1º)                 | 42.5% (1º)                 | 37.0% (1º)                 | 37.9% (1º)                 |
| 37         | 2012-06-30 | 37.3% (1º)                 | 37.4% (1º)                 | 34.2% (1º)                 | 35.5% (1º)                 |
| 38         | 2012-07-01 | 40.5% (1º)                 | 42.0% (1º)                 | 36.7% (1º)                 | 37.1% (1º)                 |
| 39         | 2012-07-07 | 34.4% (1º)                 | 35.9% (1º)                 | 31.2% (1º)                 | 32.4% (1º)                 |
| 40         | 2012-07-08 | 41.4% (1º)                 | 42.8% (1º)                 | 38.2% (1º)                 | 38.1% (1º)                 |
| 41         | 2012-07-14 | 39.2% (1º)                 | 39.2% (1º)                 | 36.2% (1º)                 | 36.9% (1º)                 |
| 42         | 2012-07-15 | 46.0% (1º)                 | 48.6% (1º)                 | 41.9% (1º)                 | 42.7% (1º)                 |
| 43         | 2012-07-21 | 36.6% (1º)                 | 37.9% (1º)                 | 30.5% (1º)                 | 32.1% (1º)                 |
| 44         | 2012-07-22 | 44.0% (1º)                 | 46.9% (1º)                 | 37.6% (1º)                 | 38.6% (1º)                 |
| 45         | 2012-07-28 | 32.5% (1º)                 | 32.7% (1º)                 | 26.7% (1º)                 | 26.8% (1º)                 |
| 46         | 2012-07-29 | 34.1% (1º)                 | 36.5% (1º)                 | 33.3% (1º)                 | 34.7% (1º)                 |
| 47         | 2012-08-04 | 27.8% (1º)                 | 27.7% (1º)                 | 27.5% (1º)                 | 28.7% (1º)                 |
| 48         | 2012-08-05 | 31.7% (1º)                 | 33.4% (1º)                 | 30.1% (1º)                 | 29.9% (1º)                 |
| 49         | 2012-08-11 | 32.5% (1º)                 | 35.1% (1º)                 | 30.1% (1º)                 | 30.7% (1º)                 |
| 50         | 2012-08-12 | 43.5% (1º)                 | 45.5% (1º)                 | 40.7% (1º)                 | 43.1% (1º)                 |
| 51         | 2012-08-18 | 39.4% (1º)                 | 39.9% (1º)                 | 35.2% (1º)                 | 37.6% (1º)                 |
| 52         | 2012-08-19 | 45.9% (1º)                 | 47.4% (1º)                 | 42.1% (1º)                 | 44.3% (1º)                 |
| 53         | 2012-08-25 | 39.5% (1º)                 | 40.1% (1º)                 | 35.4% (1º)                 | 36.2% (1º)                 |
| 54         | 2012-08-26 | 45.4% (1º)                 | 47.0% (1º)                 | 40.7% (1º)                 | 41.6% (1º)                 |
| 55         | 2012-09-01 | 40.5% (1º)                 | 42.1% (1º)                 | 36.3% (1º)                 | 37.5% (1º)                 |
| 56         | 2012-09-02 | 45.7% (1º)                 | 46.4% (1º)                 | 40.9% (1º)                 | 42.2% (1º)                 |
| 57         | 2012-09-08 | 42.3% (1º)                 | 43.8% (1º)                 | 37.5% (1º)                 | 38.6% (1º)                 |
| 58         | 2012-09-09 | 49.2% (1º)                 | 49.6% (1º)                 | 45.3% (1º)                 | 46.3% (1º)                 |
| Média      | Média      | 35.7%                      | 36.9%                      | 33.1%                      | 33.9%                      |

## Prêmios e indicações
| Amo  | Cerimônia                                   | Categoria                                     | Indicado(s)                | Resultado |
| ---- | ------------------------------------------- | --------------------------------------------- | -------------------------- | --------- |
| 2012 | 7º Seoul International Drama Awards         | Drama Coreano de Excelência                   | My Husband Got a Family    | Indicado  |
| 2012 | 5º Korea Drama Awards                       | Grande Prêmio (Daesang)                       | Kim Nam-joo                | Venceu    |
| 2012 | 5º Korea Drama Awards                       | Grande Prêmio (Daesang)                       | Youn Yuh-jung              | Indicado  |
| 2012 | 5º Korea Drama Awards                       | Melhor Drama                                  | My Husband Got a Family    | Venceu    |
| 2012 | 5º Korea Drama Awards                       | Prêmio de Alta Excelência, Ator               | Yoo Jun-sang               | Indicado  |
| 2012 | 5º Korea Drama Awards                       | Prêmio de Excelência, Ator                    | Lee Hee-joon               | Venceu    |
| 2012 | 5º Korea Drama Awards                       | Melhor Ator Revelação                         | Kang Min-hyuk              | Indicado  |
| 2012 | 5º Korea Drama Awards                       | Melhor Atriz Revelação                        | Oh Yeon-seo                | Indicado  |
| 2012 | 5º Korea Drama Awards                       | Melhor Ator Jovem                             | Kwak Dong-yeon             | Venceu    |
| 2012 | 5º Korea Drama Awards                       | Melhor Roteirista                             | Park Ji-eun                | Venceu    |
| 2012 | 5º Korea Drama Awards                       | Prêmio Especial do Júri por Atuação           | Lee Hee-joon               | Venceu    |
| 2012 | K-Drama Star Awards                         | Prêmio de Alta Excelência, Atriz              | Kim Nam-joo                | Venceu    |
| 2012 | K-Drama Star Awards                         | Prêmio de Excelência, Ator                    | Yoo Jun-sang               | Venceu    |
| 2012 | K-Drama Star Awards                         | Prêmio Estrela em Ascensão                    | Oh Yeon-seo                | Venceu    |
| 2012 | K-Drama Star Awards                         | Prêmio Estrela em Ascensão                    | Kang Min-hyuk              | Venceu    |
| 2012 | K-Drama Star Awards                         | Melhor Roteirista                             | Park Ji-eun                | Venceu    |
| 2012 | K-Drama Star Awards                         | Prêmio de Maior Popularidade                  | Yoo Jun-sang               | Venceu    |
| 2012 | 25º Grimae Awards                           | Melhor Atriz                                  | Kim Nam-joo                | Venceu    |
| 2012 | 20º Korean Culture and Entertainment Awards | Grande Prêmio (Daesang) para Drama de TV      | Kim Nam-joo                | Venceu    |
| 2012 | 20º Korean Culture and Entertainment Awards | Melhor Drama                                  | My Husband Got a Family    | Venceu    |
| 2012 | 20º Korean Culture and Entertainment Awards | Melhor Diretor de Produção de Drama           | Kim Hyung-suk              | Venceu    |
| 2012 | KBS Drama Awards                            | Grande Prêmio (Daesang)                       | Kim Nam-joo                | Venceu    |
| 2012 | KBS Drama Awards                            | Prêmio de Alta Excelência, Ator               | Yoo Jun-sang               | Venceu    |
| 2012 | KBS Drama Awards                            | Prêmio de Alta Excelência, Atriz              | Kim Nam-joo                | Indicado  |
| 2012 | KBS Drama Awards                            | Prêmio de Alta Excelência, Atriz              | Youn Yuh-jung              | Indicado  |
| 2012 | KBS Drama Awards                            | Prêmio de Excelência, Ator em Série de Drama  | Yoo Jun-sang               | Indicado  |
| 2012 | KBS Drama Awards                            | Prêmio de Excelência, Atriz em Série de Drama | Kim Nam-joo                | Indicado  |
| 2012 | KBS Drama Awards                            | Prêmio de Excelência, Atriz em Série de Drama | Youn Yuh-jung              | Venceu    |
| 2012 | KBS Drama Awards                            | Melhor Ator Coadjuvante                       | Kim Sang-ho                | Venceu    |
| 2012 | KBS Drama Awards                            | Melhor Atriz Coadjuvante                      | Jo Yoon-hee                | Venceu    |
| 2012 | KBS Drama Awards                            | Melhor Atriz Coadjuvante                      | Jin Kyung                  | Indicado  |
| 2012 | KBS Drama Awards                            | Melhor Ator Revelação                         | Kang Min-hyuk              | Indicado  |
| 2012 | KBS Drama Awards                            | Melhor Ator Revelação                         | Lee Hee-joon               | Venceu    |
| 2012 | KBS Drama Awards                            | Melhor Atriz Revelação                        | Oh Yeon-seo                | Venceu    |
| 2012 | KBS Drama Awards                            | Melhor Ator Jovem                             | Kwak Dong-yeon             | Indicado  |
| 2012 | KBS Drama Awards                            | Melhor Roteirista                             | Park Ji-eun                | Venceu    |
| 2012 | KBS Drama Awards                            | Prêmio de Melhor Casal                        | Yoo Jun-sang e Kim Nam-joo | Venceu    |
| 2012 | KBS Drama Awards                            | Prêmio de Melhor Casal                        | Lee Hee-joon e Jo Yoon-hee | Venceu    |
| 2013 | Baeksang Arts Awards de 2013                | Melhor Drama                                  | My Husband Got a Family    | Indicado  |
| 2013 | Baeksang Arts Awards de 2013                | Melhor Diretor (TV)                           | Kim Hyung-suk              | Indicado  |
| 2013 | Baeksang Arts Awards de 2013                | Melhor Ator (TV)                              | Yoo Jun-sang               | Indicado  |
| 2013 | Baeksang Arts Awards de 2013                | Melhor Atriz (TV)                             | Kim Nam-joo                | Indicado  |
| 2013 | Baeksang Arts Awards de 2013                | Melhor Ator Revelação (TV)                    | Lee Hee-joon               | Venceu    |
| 2013 | Baeksang Arts Awards de 2013                | Melhor Roteiro (TV)                           | Park Ji-eun                | Indicado  |
| 2013 | 40º Korea Broadcasting Awards               | Melhor Drama Completo                         | My Husband Got a Family    | Venceu    |

## Transmissão internacional
Foi ao ar no Japão através do canal a cabo KNTV, entre 13 de fevereiro a 26 de junho de 2013, sob o título 棚ぼたのあなた (Tanabota no Anata, lit. Your Windfall / Sua Sorte Inesperada).
Foi transmitido nas Filipinas pelo canal GMA Network, em 8 de abril de 2013, sob o título Unexpected You.
Foi ao ar na Tailândia na Workpoint TV em 1º de julho de 2015 sob o título สะใภ้จอมแสบ ("Troublemaker Daughter-in-Law" / lit. "Nora Encrenqueira").

Em 2017, a série coreana foi readptada no México sob o título Mi marido tiene familia.